# Жамбин Батмунх
В това монголско име Жамбин е презиме, а Батмунх е лично име.
Жамбин Батмунх (на монголски: Жамбын Батмөнх) е монголски комунистически деец и професор по икономика, държавен глава на Монголската народна република от 1984 до 1990 г.

## Биография
Батмунх е роден в Хяргас, аймак Увс на 10 март 1926 г. След като завършва седми клас в родния си аймак, се записва в двугодишна подготвителна програма към Монголския държавен университет. От 1947 до 1950 г. учи в икономическия факултет към университета. Жени се на 17-годишна възраст.
През 1948 г. е приет за член на управляващата Монголска народна партия. През 1951 г. започва да преподава в Педагогическия институт. След като посвещава над 20 години работа в института като преподавател и директор, през 1972 г. става ректор на Монголския държавен университет, а през 1973 г. вече е завеждащ отдела на науката и образованието към ЦК на партията. На следващата година е избран за заместник-председател на съвета на министрите към Монголската народна партия. През юни 1974 г. е повишен още веднъж на председател на съвета на министрите.

### Държавен глава
През 1984 г. заедно с Д. Моломжамц, Батмунх изиграва ключова роля в свалянето на Юмжагийн Цеденбал от власт. Същата година Цеденбал е отстранен на партиен конгрес и мястото му заема Жамбин Батмунх. Първоначално Батмунх се опитва да затвърди връзките на страна със Съветския съюз, но както и на други места по света, общественият натиск върху комунистическата партия расте. Освен това търси сближаване и с Китай.
Управлението на Батмунх е белязано от развитието на енергийната и рудодобивната инфраструктура, както и на леката промишленост. По това време са построени електроцентрали в Улан Батор и Ерденет, а високоволтовата електрическа мрежа е свързана със съветската сибирска електропреносна мрежа.
Към края на 1989 г. демократичното движение в страна набира сила, а през март 1990 г. първият демократичен съюз „Ардчилсан Холбоо“ започва гладна стачка, настоявайки комунистическото правителство на Батмунх да подаде оставка. Той признава, че единственият начин да сложи край на възникналата ситуация е Политбюрото на партията да подаде оставка, а не да се използва сила. След дискусия с членовете на Политбюрото и след Осмия конгрес на ЦК на партията Монголската народна партия предава властта на 9 март 1990 г. Впоследствие става ясно, че някои членове на Политбюрото са настоявали той да подпише указ за насилственото потискане на протестите.
През 1990 г. повечето от роднините му остават без работа, след като биват обвинени в политическа корупция. Той и жена му пекат хляб и продават дрехи, за да се изхранват. От 1992 г. до смъртта си се занимава със земеделие.